# Sung Hoon
Sung Hoon, pseudonimo di Bang Sung-hoon (Daegu, 14 febbraio 1983), è un attore sudcoreano.
Alla nascita il suo nome era In-kyu, ma in seguito lo cambiò in Sung-hoon. Ha nuotato per quattordici anni in una squadra, lasciata a causa di un infortunio, debuttando poi come attore nel 2011 in Sin gisaeng dyeon nel ruolo del protagonista maschile Ah Da-mo.

## Filmografia
- Sin gisaeng dyeon (신기생뎐) – serial TV (2011)
- Baobiao (保鏢) – serie TV (2012)
- Sin-ui (신의) – serial TV (2012)
- Gajog-ui tansaeng (가족의 탄생) – serial TV (2012-2013)
- Yeor-ae (열애) – serial TV (2013-2014)
- 6ilsil (6인실) – webserie (2014)
- Gogyeolhan geudae (고결한 그대) – webserie (2015)
- Oh My Venus (오 마이 비너스) – serial TV (2015)
- A-iga daseot (아이가 다섯) – serial TV (2016)
- Aetaneun romance (애타는 로맨스) – serial TV (2017)
- Dor-a-wa-yo Busanhang-ae (돌아와요 부산항애), regia di Park Hee-joon (2016)
- The Idolmaster KR (아이돌마스터.KR - 꿈을 드림) – serial TV (2017)
- Naneun gir-eseo yeon-ye-in-eul ju-wotda (나는 길에서 연예인을 주웠다?) – serial TV (2018)
- Urineun oneulbuteo (우리는 오늘부터?) – serial TV (2022)
- Love (ft. Marriage and Divorce) (결혼작사 이혼작곡?, Gyeolhonjaksa ihonjakgokLR) – serie TV (2021-2022)
- Perfect Marriage Revenge (완벽한 결혼의 정석) - serie TV 2023
- Il gioco della morte (이재, 곧 죽습니다?, Ijae, got jukseumnidaLR) – serie TV (2023-2024)

## Videografia
- 2015 – Sunlight (feat. Geummi delle Crayon Pop)

Sung Hoon ha inoltre partecipato ai videoclip dei seguenti altri artisti:
- 2009 – Because I Love You, videoclip del brano di White Brown
- 2010 – Promise Me, videoclip del brano di Oh Yoon-hye feat. Red Roc
- 2013 – Just the Two of Us, videoclip del brano delle Davichi
- 2016 – Climax, videoclip del brano di Nop.K feat. Hoon.J

## Discografia

### Singoli
- 2015 – Sunlight (6ilsil)
- 2015 – Has It Started? feat. Kim Jae-kyung (Gogyeolhan geudae)
- 2015 – Has It Started? (Gogyeolhan geudae)
- 2015 – Nothing is Easy (Gogyeolhan geudae)

## Riconoscimenti
| Anno | Premio             | Categoria                                                  | Opera nominata    | Risultato       |
| ---- | ------------------ | ---------------------------------------------------------- | ----------------- | --------------- |
| 2011 | SBS Drama Awards   | Premio nuova stella                                        | Sin gisaeng dyeon | Vincitore/trice |
| 2016 | APAN Star Awards   | Miglior attore in un drama seriale (premio all'eccellenza) | A-iga daseot      | Candidato/a     |
| 2016 | Asia Artist Awards | Premio miglior scelta                                      |                   | Vincitore/trice |
| 2016 | KBS Drama Awards   | Miglior nuovo attore                                       | A-iga daseot      | Vincitore/trice |